# 拉沙 (伊斯特拉)
拉沙(義大利語：Arsia；查方言: Aršija）是克罗地亚的一个市镇，位于伊斯特拉县东南部。城镇大部位于拉沙河的支流克拉潘斯基波托克河的山谷。

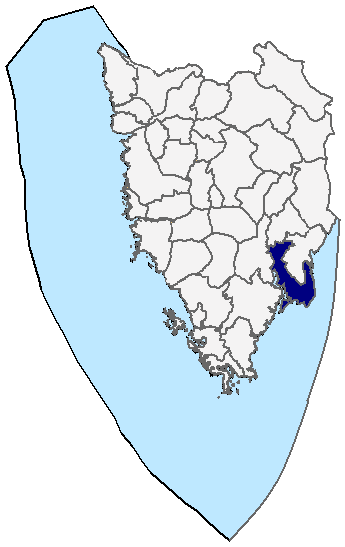
拉沙在伊斯特拉县的位置

拉沙是著名的煤矿城市，该地区的采矿活动可以追溯到 17 世纪威尼斯统治时期，而城市则建成于1936年至1937年间，是墨索里尼对伊斯特拉的城市殖民化的一部分。